# Union sportive Moissy Cramayel - Sénart
 (février 2024).
Si vous disposez d'ouvrages ou d'articles de référence ou si vous connaissez des sites web de qualité traitant du thème abordé ici, merci de compléter l'article en donnant les références utiles à sa vérifiabilité et en les liant à la section « Notes et références ».
Maillots
L'US Sénart-Moissy est un club de football français.

## Histoire
Le club est fondé le 24 septembre 1932 par André Trémet sous le nom d'Union sportive de Moissy-Cramayel.[réf. nécessaire] Il participe au championnat de Paris en 1946. La saison 1952-1953 voit le club devenir champion de Paris en Promotion de 1re division. En 1978 sous les ordres de l'entraineur Perlini Jean-Luc, l’équipe sénior accède en Promotion de 1re Division de District. Il fera monter le club jusqu'au niveau CFA. Il resta entraineur 19 saisons. En 1980, c’est l’Accession en 1re Promotion d'Honneur. En 1985, le club monte en Division d'Honneur Régional. Le club seine-et-marnais accède en Division d'Honneur de la Ligue de Paris en 1988. 

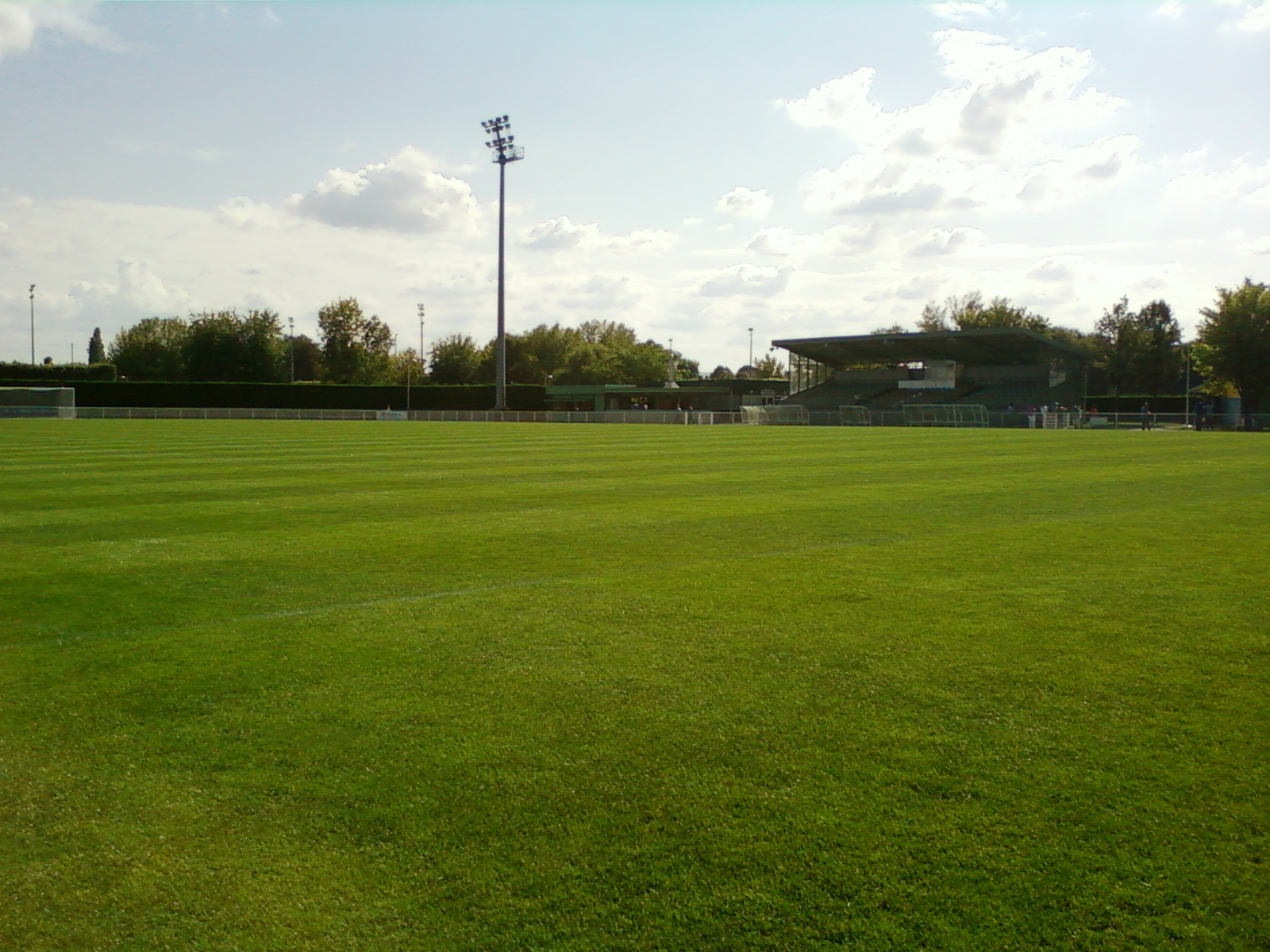
Le stade André-Tremet où évolue l'équipe à domicile

Moissy quitte l'échelon régional en 1996 en étant sacré champion de Paris synonyme de promotion en championnat National 3 (équivalent de la 5e division nationale). Le club ne reste qu'une seule saison à ce niveau et rejoint l'étage supérieur dès 1997. Lors de cette 1re saison au niveau CFA l'entraîneur Perlini Jean-Luc est remercié en cours de saison en étant malgré tout 3e du championnat. À ce jour aucun entraîneur est resté autant de saisons sur le banc moisséen. Cette réussite sportive permet au club d'obtenir le soutien de la ville nouvelle de Sénart dont Moissy-Cramayel fait partie. Le club change alors de nom pour « US Sénart-Moissy ». 
Rétrogradé après la saison 1998-1999, Sénart-Moissy descend en CFA 2, ou il évolue lors des saisons 1999-2000, 2000-2001 et 2001-2002. Le club est champion du CFA2 en 2002. Il monte donc en CFA. Le samedi 17 décembre 2005, lors d'un match de championnat face à Rennes B, est créé un club de supporters ; Kop Sénart Moissy, composé actuellement d'une douzaine de membres.
Après une bonne première partie de saison 2005-2006, le club connait une fin de championnat médiocre, et ne parvient qu'avec difficulté à assurer le maintien. En 2006-2007, le club finit à une modeste dixième place qui s'explique notamment par les blessures de plusieurs joueurs important tels que Mickaël Lafont ou Arnaud Savin. Par ailleurs, cette saison permet à Romain Cassagrande de devenir le gardien numéro 1 du club. C'est une des révélations moisséennes de cette année.
L'équipe est entraînée lors de la saison 2009-2010 par Olivier Frapolli, ancien entraîneur de l'US Créteil. Sous ses ordres, l'équipe remporte le 2 juin 2010 la Coupe de Paris 10 sport aux dépens de l'équipe B du Paris SG 1-0 après prolongation dans l'enceinte du Stade Bauer.

## Palmarès

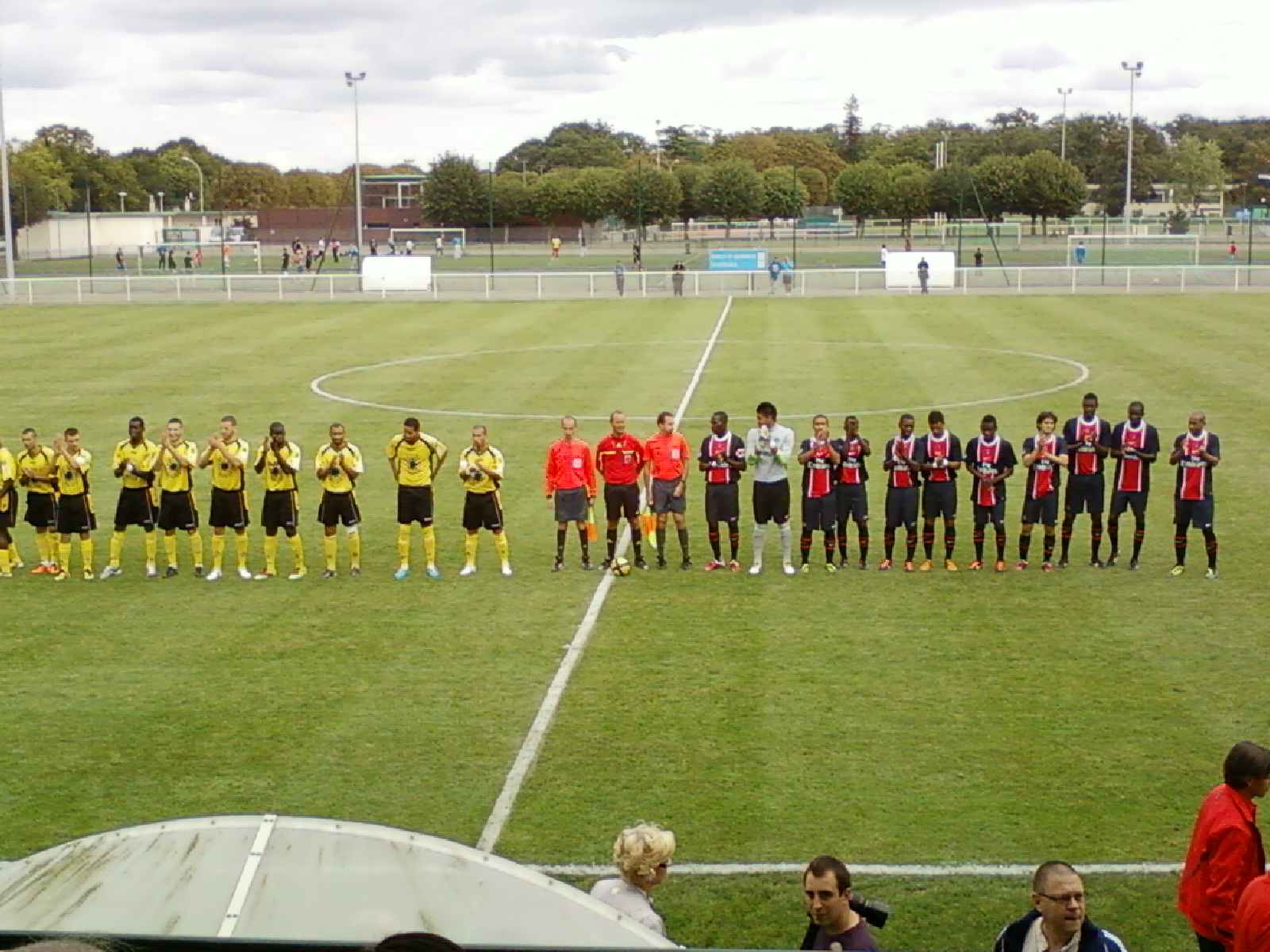
Présentation de l'équipe (en jaune) lors du match contre Paris SG B du 28 août 2011 au Camp des Loges

- Champion de CFA2 : 2002
- Champion de DH Paris : 1996

## Joueurs et personnalités

### Entraîneurs
- 1978-1998 :  Jean-Luc Perlini
- 1999-2008 :  Daniel Zehringer
- 2008-2009 :  /  Manuel Abreu
- 2009-2010 :  Olivier Frapolli
- Avril 2011-2014 :  Jean-Luc Girard
- 2014-2018 :  Patty Badjoko-Kuba
- 2018-2021 :  Chaïb Daoud
- 2021 :  Jamal Daalaoui

### Anciens joueurs
- Abdelaziz Barrada
- Christel Kimbembe
- Oumar Bakari
- Ted Agasson
- Pascal Gourville
- Alsény Këïta
- Papy Djilobodji
- Geoffrey Kondogbia
- Adrien Hunou[1]
- Kingsley Coman
- Chris Mavinga
- Jonathan Rivierez
- / Amadou Konte
- Lucas Gourna-Douath
- Thierno Baldé